# Marek Konopczyński
Marek Jerzy Konopczyński (ur. 24 września 1956 w Siedlcach) – polski pedagog resocjalizacyjny, profesor nauk społecznych. Autor koncepcji twórczej resocjalizacji. 

## Działalność naukowa i społeczna
Jest absolwentem Uniwersytetu Jagiellońskiego (dyplom z pedagogiki specjalnej uzyskał w 1982 roku). Stopień doktora nauk humanistycznych w zakresie pedagogiki zdobył na Uniwersytecie Warszawskim. Habilitował się na Uniwersytecie im. Adama Mickiewicza w Poznaniu w roku 2007. 14 sierpnia 2014 roku otrzymał tytuł naukowy profesora.
W latach 1992–1995 pełnił funkcję dyrektora departamentu w MEN. W latach 1999–2001 był prezesem zarządu głównego AZS. Prezes AZS Środowisko Warszawa w kadencji 2011–2016 i 2020–2024. Od 1992 roku pełni funkcję przewodniczącego rady Fundacji Ochrony Zdrowia Inwalidów. Jest także członkiem i wiceprzewodniczącym Komitetu Nauk Pedagogicznych Polskiej Akademii Nauk. Pełni również rolę wiceprzewodniczącego Zespołu Pedagogiki Resocjalizacyjnej przy Komitecie Nauk Pedagogicznych Polskiej Akademii Nauk, a także redaktora naczelnego półrocznika „Resocjalizacja Polska”. Założyciel i były rektor Pedagogium WSNS w Warszawie. Od 2017 roku zajmuje stanowisko profesora zwyczajnego i kierownika Katedry Pedagogiki Specjalnej na Wydziale Pedagogiki i Psychologii Uniwersytetu w Białymstoku. Jest także kierownikiem Zakładu Twórczej Resocjalizacji na wspomnianym Wydziale.
Jest autorem 7 monografii naukowych, ponad 100 artykułów i rozpraw w polskich i zagranicznych czasopismach naukowych oraz redaktorem naukowym 11 książek. Autor teoretyczny i merytoryczny koncepcji twórczej resocjalizacji, wdrażanej w placówkach wychowawczych, resocjalizacyjnych i penitencjarnych.

## Przebieg kariery zawodowej
- 1981–1982 Pedagog w szkole podstawowej w Skarżysku Kamiennej
- 1982–1986 Asystent w Wyższej Szkole Rolniczo-Pedagogicznej w Siedlcach
- 1986–1990 Adiunkt w Wyższej Szkole Pedagogiki Specjalnej w Warszawie (dzisiejszy APS)
- 1990–1992 Kierownik studiów podyplomowych w Wyższej Szkole Pedagogiki Specjalnej w Warszawie
- 1992–1995 Dyrektor Departamentu Opieki, Wychowania i Kultury Fizycznej w Ministerstwie Edukacji Narodowej
- 1997–1998 Krajowy koordynator programu rządowego „Przeciw Przemocy. Wyrównać Szanse” (Pełnomocnik rządu ds. rodziny IUNDP)
- 1998–2000 Szef gabinetu politycznego wicepremiera, ministra gospodarki Janusza Steinhoffa
- 1999–2004 Profesor w Szkole Wyższej im. Bogdana Jańskiego w Warszawie
- 2000–2004 Rektor Szkoły Wyższej im. Bogdana Jańskiego w Warszawie
- 2008–2009 p.o. zastępcy dyrektora w Instytucie Badań Edukacyjnych (IBE)
- Docent w IBE
- Profesor w Akademii Podlaskiej w Siedlcach
- 2004–2010 Profesor w Pedagogium Wyższej Szkoły Pedagogiki Resocjalizacyjnej w Warszawie
- od 2010 Rektor i profesor Pedagogium Wyższej Szkoły Nauk Społecznych w Warszawie
- od 2017 Kierownik Katedry Pedagogiki Specjalnej na Wydziale Pedagogiki i Psychologii Uniwersytetu w Białymstoku

## Działalność społeczna
- Członek Rady Naukowej Czasopism Policyjnych w Polsce
- Członek Głównej Rady Doradczej czasopisma naukowego „International Journal of Pedagogy, Innovation and New Technologies” (od 2014 r.)
- Członek redakcji czasopisma „Pedagogika Społeczna”
- Redaktor naczelny półrocznika „Resocjalizacja Polska” (od 2012 r.)
- Zastępca Przewodniczącego Rady Programowo – Naukowej kwartalnika „Probacja” Ministerstwa Sprawiedliwości
- Wiceprzewodniczący Komitetu Nauk Pedagogicznych przy Wydziale I Nauk Humanistycznych i Społecznych Polskiej Akademii Nauk (kadencja 2015–2018)
- Członek Komitetu Nauk Pedagogicznych przy Wydziale I Nauk Humanistycznych i Społecznych Polskiej Akademii Nauk (kadencja 2011–2014 i 2015– 2018)
- Członek Rady Naukowej Stowarzyszenia „Wspólnota Polska” (od 2014 r.)
- Członek Rady Naukowej czasopisma „Studia Pedagogiczne”
- Wiceprzewodniczący Zespołu Pedagogiki Resocjalizacyjnej przy Komitecie Nauk Pedagogicznych Polskiej Akademii Nauk

## Odznaczenia i wyróżnienia
- Odznaka Honorowa za Zasługi dla Ochrony Praw Dziecka (2016)[4]
- Złoty Medal „Zasłużony dla Polskiego Więziennictwa
- Medal „Komisji Edukacji Narodowej”
- Medal „Militio Pro Christio”
- Srebrny Medal „Za zasługi dla Policji”
- Medal „Infantis Dignitatis Defensori”
- Medal „Przyjaciel Dzieci Ulicy”
- Doktorat honoris causa Uniwersytetu Zielonogórskiego (2023)[5]